# Mondial (musikgrupp)
Mondial är en svensk indiemusikgrupp från Malmö. Gruppen består av Lena Kask (syster till Janne Kask) och Lasse Wierup.
Gruppen blev uppmärksammade när P3 började spela deras låt "Stand by Your Story". 2001 kontrakterades bandet av skivbolaget Labrador, som 2002 utgav gruppens debutalbum Always Dreaming of Something Else.

## Diskografi
- 2002 - Always Dreaming of Something Else

### Fotnoter
1. ↑  ”Mondial”. Labrador Records. Arkiverad från originalet den 9 december 2011. https://web.archive.org/web/20111209041112/http://www.labrador.se/artists/mondial.php3. Läst 22 december 2011.
2. ↑  ”Always Dreaming of Something Else”. Labrador Records. Arkiverad från originalet den 1 februari 2012. https://web.archive.org/web/20120201230845/http://www.labrador.se/press/mondial.php3. Läst 22 december 2011.